# Cristian Sandache
Cristian Sandache (n. 1 septembrie 1967, orașul Galați) este un istoric, publicist și om politic român, care a fost ales ca deputat de județul Iași în legislatura 2000-2004, pe listele PSD.

## Biografie
Cristian Sandache s-a născut la 1 septembrie 1967, în municipiul Galați, părinții săi fiind tehnicianul constructor Onofrei Sandache (1938-1989) și asistenta de farmacie Gabriela Sandache (1942), născută Popovici. Bunicii paterni au fost învățători: Gheorghe Sandache (1908-1964) și Smaranda Sandache, născută Palade (1905-1988). Bunicii materni au fost Stere Popovici (1912-1991) - preot ortodox, fost deținut politic în perioada 1952-1964 și presvitera Jana (1914-1988), născută Portase.
A urmat Liceul Pedagogic "Costache Negri" din Galați, pe care l-a absolvit în anul 1986. A absolvit în anul 1992 Facultatea de Istorie din cadrul Universității Alexandru Ioan Cuza din Iași, cu media 9,92. Stagiul militar efectuat la UM 01184 din Bacău. În anul 2001 a obținut titlul științific de doctor în istorie, specialitatea Istoria Relațiilor Internaționale, la Universitatea din Craiova, sub coordonarea prof.univ.dr. Valeriu Florin Dobrinescu (1943-2003).
S-a stabilit în municipiul Iași în anul 1993, lucrând ca muzeograf la Complexul Național Muzeal Moldova Iași (1993-1995) și apoi (1995-1999), în calitate de cercetător științific la Centrul de Istorie și Civilizație Europeană, filiala Iași a Academiei Române, instituție înființată în anul 1992 și condusă de către prof.univ.dr Gheorghe Buzatu. Din anul 1999 este cadru didactic la Facultatea de Drept a Universității "Mihail Kogălniceanu" din Iași, actualmente fiind conf.univ.dr. și rector al acestei universități. Susține cursurile: Istoria Statului și Dreptului Românesc, Istoria Politică a Lumii Moderne, Alianțe Politico-Militare Contemporane, Regimuri Totalitare și Autoritare în secolul XX, Istoria Europei Centrale și de Est.
A publicat 11 volume de specialitate (10 ca unic autor și unul în colaborare), precum și 95 de studii, articole și recenzii în volume și reviste de specialitate, ori în reviste de cultură.
Domenii de interes: istoria contemporană a românilor și universală, extrema-dreaptă europeană interbelică, istoria statului și dreptului românesc, istoria relațiilor internaționale, regimuri autoritare și totalitare în secolul XX, critică și istorie literară.
Este colaborator al revistelor de cultură "Dacia Literară" (din anul 2007) și "Cronica Veche" (din anul 2012). A mai fost editorialist la cotidianele ieșene "Evenimentul"  (1994-1996), "Independentul" (1996-2000), "Monitorul" (2007-2009) și "Flacăra Iașului" (2005-2010 ; 2011-2012).
A fost deputat de Iași în legislatura 2000-2004, din partea PSD. În 2005 a demisionat din partid. În prezent nu este membru al niciunui alt partid politic.

## Activitate politică
Cristian Sandache a devenit membru al PDSR în anul 1998, fiind ales un an mai târziu în funcția de vicepreședinte al Biroului Executiv Județean Iași al PDSR. A fost ales ca deputat în legislatura 2000-2004, în județul Iași pe listele acestui partid. În calitate de deputat, a făcut parte din Comisia pentru drepturile omului, culte și problemele minorităților naționale, precum și din grupul parlamentar de prietenie cu Republica Turcia și grupul parlamentar de prietenie cu Republica Islamică Pakistan. A fost autorul unui număr de 8 propuneri legislative. (7 individuale și una depusă împreună cu grupul parlamentar al PSD), majoritatea respinse de Parlament..
În anul 2003, în perioada Sărbătorilor Pascale (15-26 aprilie), deputatul Cristian Sandache a fost implicat în scandalul înjurăturilor prin SMS. Deputatul PRM de Iași, Vlad Hogea, le-a arătat jurnaliștilor o serie de SMS-uri pline de injurii și amenințări primite pe telefonul său mobil de pe numărul deputatului Sandache. Deputatul peremist, care este și avocat, i-a intentat lui Sandache două procese, primul pe latura penală, iar celălalt pe latura civilă și i-a răspuns în aceeași manieră în articolele publicate în revista „România Mare“. Conflictul a fost stins, fiind considerat minor de liderii locali ai partidelor. Vlad Hogea care inițial l-a acționat în judecată, a admis mai târziu că ambii fuseseră victime ale unei farse, retrăgându-și ulterior acțiunea.
Cristian Sandache a inițiat ca parlamentar o propunere legislativă, prin care solicita controlul psihologic și psihiatric al aspiranților la funcțiile de demnitate publică. Propunerea legislativă a fost respinsă, fiind considerată că aduce atingere drepturilor constituționale referitor la viața intimă, familială și privată. În anul 2004 Cristian Sandache a candidat la alegerile interne din PSD Iași, test preliminar pentru parlamentarele din acel an. N-a reușit să obțină în final decât un procent mic. În aprilie 2005 a decis să demisioneze din PSD, deși primise o serie de semnale de reconciliere din partea conducerii filialei ieșene. Nu a aderat la niciun alt partid politic, în ciuda ofertelor primite din partea PRM, PNȚCD și PDL, considerând că politica reprezintă pentru el un capitol încheiat. Pe data de 23 august 2005 a revenit în presă, debutând cu un articol in paginile cotidianului "Flacăra Iașului", în calitate de editorialist.

## Cărți publicate
- Radiografia Dreptei românești (1927-1941) (Ed. FFPress, București, 1996) - în colaborare cu Gheorghe Buzatu și Corneliu Ciucanu;
- Doctrina național-creștină în România (Ed. Paideia, București, 1997);
- Viața publică și intimă a lui Carol al II-lea (Ed. Paideia, București, 1998) - cu o prefață semnată de prof. dr. Gheorghe Buzatu;
- Faust Brădescu. Viața și opera. (Ed. Majadahonda, București, 1999)- în colaborare cu Gheorghe Buzatu, Corneliu Ciudanu, Sorin Liviu Damean și Silviu B.Moldovan;
- Național și naționalism în viața politică românească interbelică (1918-1940) (Ed. TipoMoldova, Iași, 2001);
- Moartea democrației: studii și articole (Ed. Edict, Iași, 2002);
- Istorie și biografie: cazul Corneliu Zelea Codreanu (Ed. Mica Valahie, București, 2005);
- Literatură și propagandă în România lui Gheorghiu-Dej (Ed. Mica Valahie, București, 2006);
- Europa dictaturilor și originile războiului româno-sovietic (Ed. Militară, București, 2007);
- Literatură și ideologie în România lui Nicolae Ceaușescu (Ed. Mica Valahie, București, 2008)
- Îngerii căzuți. O istorie a Extremei Drepte din România" (Ed. Corint, București, 2010)
- Fotografii de familie. Politică și societate în România interbelică" (Ed.Lumen, Iași, 2013)
- Mișcarea Legionară și Ortodoxia. Portrete românești (Ed. Mica Valahie, București, 2014)
- Politică, Propagandă și Război. Societatea românească în anii 1940-1944 (Ed.Lumen, Iași, 2016)
- Poveștile hărților. Istorie și geopolitică în țări ale Uniunii Europene (Ed.Lumen, Iași, 2016)